# Фетисов, Анатолий Иванович
Анатолий Иванович Фетисов (2 января 1949 года, Оренбург) — советский футболист, левый нападающий. Обладатель Кубка СССР (1972). Мастер спорта СССР. Выступал за куйбышевские «Крылья Советов» 10 сезонов, за московское «Торпедо» 4 сезона.
Игрок олимпийской сборной СССР и второй сборной СССР. Член символической сборной «Крыльев Советов» за все времена (левый нападающий).

## Биография
Родился в селе под Оренбургом. В Куйбышев семья Фетисовых переехала, когда Анатолию было семь лет. Его отец работал на авиационном заводе, мать была бригадиром в совхозе «Тепличный». С 13 лет занимался в футбольном клубе «Восход» у Владимира Замятина, который жил на одной с ним Средне-Садовой улице.
В 1966 году под руководством Фёдора Новикова, будущего соратника Константина Бескова по «Спартаку», Фетисов дебютировал во второй лиге советского футбола за куйбышевский «Металлург». В сентябре 1967 года был зачислен в «Крылья Советов». С 1968 года ведущий игроком команды. В 1970 году выступал за СКА (Ростов-на-Дону).
В 1971 году по приглашению Виктора Маслова стал основным игроком клуба «Торпедо» (Москва). В 1972 году стал обладателем Кубка СССР, именно его навес с углового, который замкнул Юрин, решил судьбу двухматчевого противостояния со «Спартаком». В том же году на всесоюзном телевидении вышел десятиминутный документальный фильм «Осторожно, Фетисов!», а газета «Советская Россия» назвала его вторым игроком чемпионата СССР после Евгения Ловчева.
В 1975 году вернулся в «Крылья Советов», помогая команде вернуться в высшую лигу СССР. В 1978 году он опять поднялся с «Крыльями» в высшую лигу и был признан лучшим игроком команды. Весь 1979 год Фетисов по просьбе тренеров играл на уколах, не обращая внимания на заключение специалистов Центрального института травматологии и ортопедии, требующего немедленной операции. В одном из последних матчей сезона был унесён с поля на носилках.
Мастер спорта СССР Анатолий Фетисов провел в составе «Крыльев Советов» 211 матчей и отметился в них 9 голами, сделав более 150 голевых передач. Выступал за олимпийскую и вторую сборную СССР. В 2011 году на телеканалах «Губерния» и «ДЛД» вышел документальный фильм «Исповедь Анатолия Фетисова», посвященный 100-летию самарского футбола.

## Клубная статистика
| Выступление          | Выступление      | Выступление      | Лига | Лига | Кубок | Кубок | Прочие | Прочие | Итого | Итого |
| Клуб                 | Лига             | Сезон            | Игры | Голы | Игры  | Голы  | Игры   | Голы   | Игры  | Голы  |
| -------------------- | ---------------- | ---------------- | ---- | ---- | ----- | ----- | ------ | ------ | ----- | ----- |
| Металлург (Куйбышев) | класс «Б»        | 1967             | 1    | 1    | —     | —     | —      | —      | 1     | 1     |
| Металлург (Куйбышев) | Итого            | Итого            | 1    | 1    | —     | —     | —      | —      | 1     | 1     |
| Крылья Советов       | класс «А»        | 1967             | 1    | 0    | —     | —     | —      | —      | 1     | 0     |
| Крылья Советов       | класс «А»        | 1968             | 22   | 0    | 1     | 0     | —      | —      | 23    | 0     |
| Крылья Советов       | класс «А»        | 1969             | 33   | 3    | 1     | 0     | —      | —      | 34    | 3     |
| Крылья Советов       | первая           | 1975             | 34   | 3    | —     | —     | —      | —      | 34    | 3     |
| Крылья Советов       | высшая           | 1976 (в)         | 3    | 0    | —     | —     | —      | —      | 3     | 0     |
| Крылья Советов       | высшая           | 1976 (о)         | 15   | 0    | —     | —     | —      | —      | 15    | 0     |
| Крылья Советов       | высшая           | 1977             | 28   | 2    | 1     | 0     | —      | —      | 29    | 2     |
| Крылья Советов       | первая           | 1978             | 36   | 1    | 3     | 0     | 1      | 1      | 40    | 2     |
| Крылья Советов       | высшая           | 1979             | 23   | 0    | 6     | 1     | —      | —      | 29    | 1     |
| Крылья Советов       | первая           | 1980             | 16   | 0    | —     | —     | —      | —      | 16    | 0     |
| Крылья Советов       | Итого            | Итого            | 211  | 9    | 12    | 1     | 1      | 1      | 224   | 11    |
| СКА (Ростов-на-Дону) | класс «А»        | 1970             | 16   | 1    | —     | —     | 1      | 0      | 17    | 1     |
| СКА (Ростов-на-Дону) | Итого            | Итого            | 16   | 1    | —     | —     | 1      | 0      | 17    | 1     |
| Торпедо (Москва)     | высшая           | 1971             | 27   | 3    | 6     | 0     | 6      | 0      | 39    | 3     |
| Торпедо (Москва)     | высшая           | 1972             | 27   | 2    | 4     | 1     | 3      | 0      | 34    | 3     |
| Торпедо (Москва)     | высшая           | 1973             | 21   | 4    | —     | —     | 2      | 2      | 23    | 6     |
| Торпедо (Москва)     | высшая           | 1974             | 5    | 0    | —     | —     | —      | —      | 5     | 0     |
| Торпедо (Москва)     | Итого            | Итого            | 80   | 9    | 10    | 1     | 11     | 2      | 101   | 12    |
| Всего за карьеру     | Всего за карьеру | Всего за карьеру | 308  | 20   | 22    | 2     | 13     | 3      | 343   | 25    |

## Матчи за олимпийскую сборную СССР
| №                                   | Дата       | Соперник     | Матч | Счёт | Минуты     | Мячи | Примечания |
| ----------------------------------- | ---------- | ------------ | ---- | ---- | ---------- | ---- | ---------- |
| Олимпийская сборная СССР по футболу |            |              |      |      |            |      |            |
| неоф.                               | 16.07.1970 | Польша (ол.) | ТМ   | 1:2  | 45' ( 46') | —    | [ 2 ]      |